# Тетрасомата

«Хризопея Клеопатры» — изображение из алхимического трактата

Тетрасомата (от др.-греч. τετράς — четыре, σῶμα — тело) — описываемые александрийскими (греко-египетскими) алхимиками стадии процесса приготовления искусственного золота (с точки зрения сегодняшней химии — изготовления фальсифицированных под золото сплавов).
- Тетрасомия. Исходный сплав изготовляется из олова, свинца, меди и железа. По мнению авторов описаний, этот четверной сплав, окрашенный вследствие окисления с поверхности в черный цвет, обладал свойствами земли. При нагревании он плавился, приобретая свойства воды.
- Аргиропея (др.-греч. ἄργυρος — серебро; ποιέω — делаю). Стадия представляет собой отбеливание «тетрасоматы» сплавлением её с мышьяком и ртутью, в результате чего сплаву придаются свойства серебра.
- Хризопея (др.-греч. χρυσός — золото). К «серебру», полученному в результате аргиропеи, добавляли очищенную серу и «серную воду», а также золото — для «закваски».
- Иозис (ιωσις — томление, брожение[источник не указан 5278 дней]). Окрашивание хризопейного сплава в золотистые тона травлением квасцами или окуриванием (томлением) в специальном приборе — «керотакисе».

Тетрасомата описана в целом ряде алхимических трактатов александрийского периода, в числе которых и знаменитая «Хризопея Клеопатры». Существовали и другие рецепты хризопеи: путём золочения, обработки поверхности металла различными реактивами и т. д.